# واتارو اینوئه
واتارو اینوئه (ژاپنی: 井上 渉؛ زادهٔ ۷ اوت ۱۹۸۶) یک بازیکن فوتبال اهل ژاپن است.
از باشگاه‌هایی که در آن بازی کرده‌است می‌توان به باشگاه فوتبال ناگویا گرامپوس، باشگاه فوتبال توکوشیما ورتیس، باشگاه فوتبال زویگن کانازاوا و باشگاه فوتبال کاگوشیما یونایتد اشاره کرد.